# Kladenská pánev
Kladenská pánev je částí Rakovnické pánve. Je to členitá pahorkatina, která se nachází ve středních Čechách, konkrétně v severozápadní části Pražské plošiny. Nejvyšší bod Na rovinách (Slánská tabule) je 435 m n. m.